# Chung Un-chan
Chung Un-chan (koreanisch 정운찬) (* 21. März 1947 in Gongju) ist ein südkoreanischer Politiker. Von 2009 bis 2010 war er der 40. Premierminister Südkoreas.

## Leben
Chung Un-chan war von 1978 bis 2009 Professor der Wirtschaftswissenschaften an der Seoul National University (SNU). Von 2002 bis 2006 fungierte er als deren Präsident.

### Akademische Karriere
1970 machte er an der SNU seinen Bachelor-Abschluss in Wirtschaftswissenschaften, den Master schloss er 1972 an der Miami University in Ohio ab. 1978 erhielt Chung seinen Ph.D. in Wirtschaftswissenschaften von der Princeton University. 1983 war er Extraordinarius zu Gast an der Universität von Hawaii und Gastprofessor an der London School of Economics und an der Ruhr-Universität in Bochum in den Jahren 1986 bis 1987 bzw. 1999. 2002 wurde er Dekan an der Hochschule für Sozialwissenschaften. Von der russischen Fernöstlichen Staatlichen Universität in Wladiwostok erhielt er die Ehrendoktorwürde im Oktober 2004.

### Politische Karriere
Chung wurde als einer der Topkandidaten der Yeollin-uri-Partei (열린우리당, Yeollin-uri-dang, Unsere Offene Partei) für die Präsidentschaftswahl 2007 gehandelt, aber er trat der Partei nicht bei.
Der Gewinner der Präsidentschaftswahl von 2007, Lee Myung-bak von der Hannara-Partei (한나라당, Hannara-dang, Große Nationalpartei) ernannte ihn 2009 als Nachfolger von Han Seung-soo zum zweiten Premierminister seiner Amtszeit. Am 29. September 2009 stimmte das südkoreanische Parlament der Ernennung zu. Noch im September 2009 erklärte Chung den Bau der Stadt Sejong in geplanter Form als nicht effizient und schlug zusammen mit Präsident Lee Myung-bak einen alternativen Bau vor. Das südkoreanische Parlament kippte diesen Vorschlag später jedoch, worauf Chung am 10. August 2010 nach nur zehn Monaten im Amt zurücktrat. Zuvor waren gegen ihn zudem bei einer parlamentarischen Anhörung Korruptionsvorwürfe erhoben worden.

## Privates
Chung ist Baseball-Fan. Er ist Fan der Doosan Bears und der New York Yankees.